# Serjania trichomisca
Serjania trichomisca är en kinesträdsväxtart som beskrevs av Ludwig Radlkofer. Serjania trichomisca ingår i släktet Serjania och familjen kinesträdsväxter. Inga underarter finns listade i Catalogue of Life.